# Seznam krumlovských vévodů

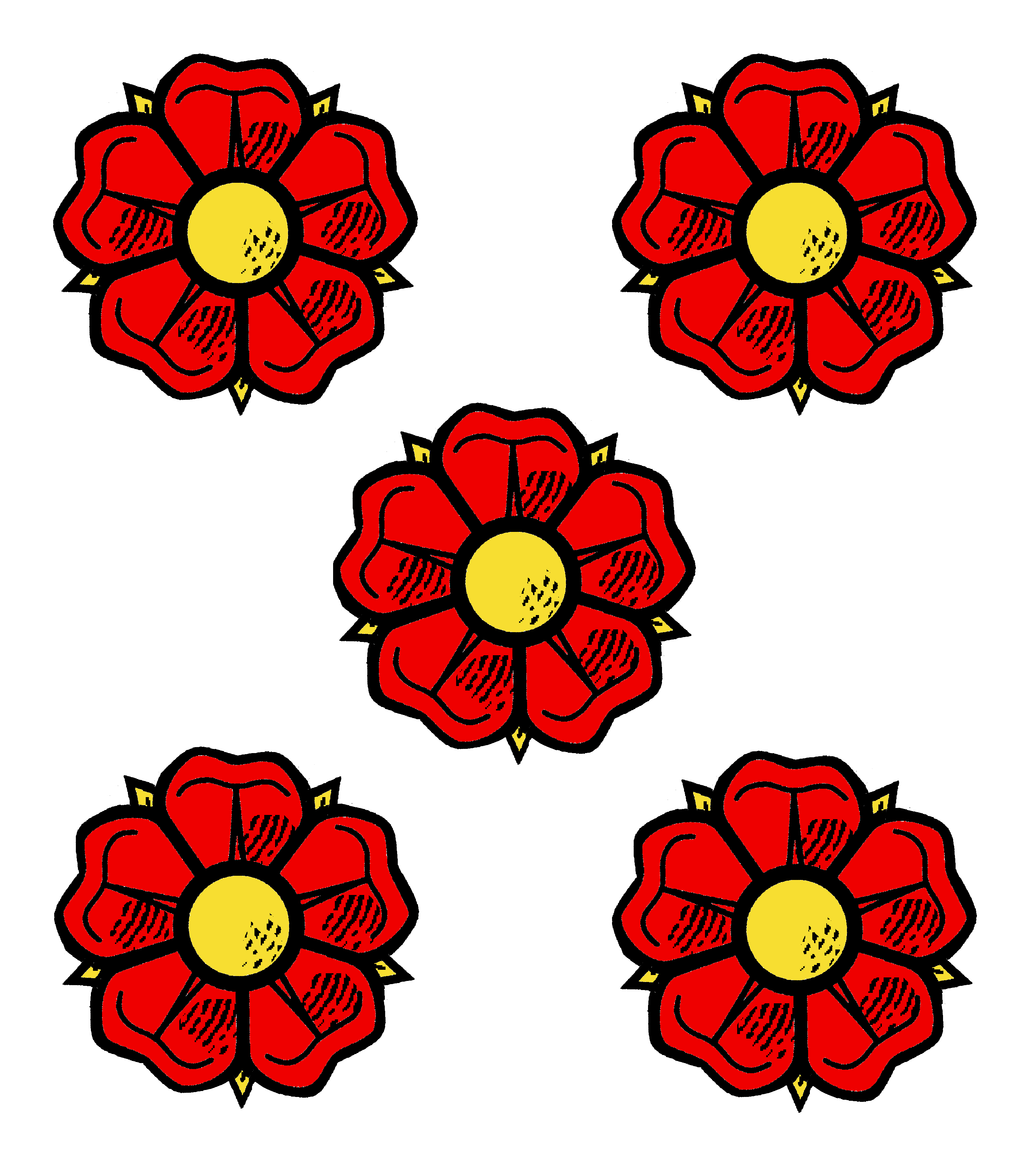
Znak Krumlovského vévodství

Toto je seznam vévodů Krumlovského vévodství se sídlem v Českém Krumlově. Na seznamu jsou uvedeni vévodové od doby vzniku samostatného vévodství v roce 1628 po současného pretendenta.

## Seznam vévodů

### Eggenberkové(1628–1717)
| #  | Jméno            | Portrét     | Narození | Úmrtí | Vláda                 | Poznámky |
| -- | ---------------- | ----------- | -------- | ----- | --------------------- | --- |
| 1. | Jan Oldřich      | Jan Oldřich | 1568     | 1634  | 1628–1634             | Jan Oldřich obdržel od Ferdinanda II. krumlovské panství roku 1622 a roku 1628 s potvrzením donace i dědičný titul vévody krumlovského.                                                                     |
| 2. | Jan Antonín I.   |             | 1610     | 1639  | 1634–1639             | Nezanechal po sobě závěť. Jeho synové Jan Kristián a Jan Seyfried si proto mezi sebe rozdělili eggenberská panství rovným dílem, přičemž Krumlovské vévodství získal starší Jan Kristián.                   |
| 3. | Jan Kristián I.  |             | 1641     | 1710  | 1649–1710             | Učinil z Českého Krumlova své sídelní město a zahájil jeho první barokní přestavbu. Během jeho vlády bylo zahájeno osidlování Šumavy. Zemřel bezdětný a s ním vymřela i starší krumlovská větev Eggenberků. |
| 4. | Jan Seyfried     |             | 1644     | 1713  | 1710–1713 (nominálně) | Jakožto bratr bezdětného Jana Kristiána I. zdědil veškeré jeho tituly, avšak knížecí vdova Marie Arnoštka měla dál na Krumlovsku vládnout až do své smrti. Nicméně sám Jan Seyfried tři roky na to zemřel.  |
| 5. | Jan Antonín II.  |             | 1669     | 1716  | 1713–1716 (nominálně) | Nenadále také o tři roky později zemřel po svém otci. V jižních Čechách nadále vládla Marie Arnoštka. |
| 6. | Jan Kristián II. |             | 1704     | 1717  | 1716–1717 (nominálně) | Zemřel rok po otci ve 13 letech jako poslední mužský člen rodu Eggenberků. Majetek krumlovské větve proto natrvalo přešel do rukou vdovy po knížeti Janu Kristiánovi I. Marie Arnošky.                      |

### Eggenberkové/Schwarzenberkové(1717–1719)
| #  | Jméno          | Portrét | Narození | Úmrtí | Vláda                          | Poznámky |
| -- | -------------- | ------- | -------- | ----- | ------------------------------ | --- |
| 7. | Marie Arnoštka |         | 1649     | 1719  | 1717–1719 (de facto) 1710–1719 | Manželka Jana Kristiána I. z Eggenbergu 3. vévody krumlovského, Marie Arnoštka, rozená princezna ze Schwarzenberku, trvale zdědila vymřením všech eggenberských mužských potomků majetek svého manžela. Ten odkázala svému synovci Adamu Františkovi ze Schwarzenbergu. |

### Schwarzenberkové(1723–1918)
| #   | Jméno                        | Portrét | Narození | Úmrtí | Vláda     | Poznámky |
| --- | ---------------------------- | ------- | -------- | ----- | --------- | --- |
| 8.  | Adam František               |         | 1680     | 1732  | 1723–1732 | První krumlovský vévoda z rodu Schwarzenberků, kterému byl tento titul udělen Karlem VI. roku 1723 jakožto dědicovi majetku Eggenberků a Českého Krumlova po Marii Ernestině z Eggenbergu.                                                                         |
| 9.  | Josef I. Adam                |         | 1722     | 1782  | 1732–1782 | Za jeho vlády byl monumentálně přestavěn krumlovský zámek do jeho současné podoby a vystavěno nové barokní divadlo. Josef I. Adam také založil roku 1765 Schwarzenberský penzijní fond.                                                                            |
| 10. | Jan Nepomuk I.               |         | 1742     | 1789  | 1782–1789 | Započal stavbu Schwarzenberského plavebního kanálu a reformoval hospodářství a lesnictví na dominiu. Panství rozdělil mezi své dva syny, čímž vznikla tzv. Schwarzenberská primogenitura a sekundogenitura.                                                        |
| 11. | Josef II.                    |         | 1769     | 1833  | 1789–1833 | Nejstarší syn Jana Nepomuka I. a zakladatel tzv. Primogenitury, tedy hlubocko-krumlovské větve. Za jeho vlády byl významně započat hospodářský rozvoj jižních Čech.                                                                                                |
| 12. | Jan Adolf II. (Jan Adolf I.) |         | 1799     | 1888  | 1833–1888 | S ohledem na zrušení poddanství v roce 1848 a vznik schwarzenberských velkostatků zahájil modernizaci a mechanizaci hospodářství a průmyslu, pročež i významně rozšířil infrastrukturu v regionu. Stal se strůjcem ekonomického zázraku Schwarzenberského dominia. |
| 13. | Adolf Josef                  |         | 1832     | 1914  | 1888–1914 | Pokračoval v reformách svého otce. Podporoval archeologii a jihočeské archivnictví a zpřístupnil interiéry zámku Český Krumlov veřejnosti. |
| 14. | Jan Nepomuk II.              |         | 1860     | 1938  | 1914–1918 | Z pozice poslance za šumavské kraje inicioval a financoval výstavbu železničních tratí na Českokrumlovsku a na Šumavě. Významně podporoval vědecké a umělecké spolky a angažoval se na poli charitativním.                                                         |

### Pretendenti zroduSchwarzenberkůod roku1918
| #   | Jméno                                      | Portrét | Narození | Úmrtí | Držba titulu | Poznámky |
| --- | ------------------------------------------ | ------- | -------- | ----- | ------------ | --- |
| 14. | Jan Nepomuk II.                            |         | 1860     | 1938  | 1918–1938    | |
| 15. | JUDr. Adolf Schwarzenberg (Adolf I.)       |         | 1890     | 1950  | 1938–1950    | Významný český antifašista a poslední majitel krumlovského zámku – jeho majetek byl zabaven nejprve nacistickým režimem roku 1940 a následně vyvlastněn československou vládou roku 1947 zákonem Lex Schwarzenberg. |
| 16. | JUDr. Jindřich Schwarzenberg (Jindřich I.) |         | 1903     | 1965  | 1950–1965    | Bratranec a adoptivní syn JUDr. Adolfa Schwarzenberga, poslední vévoda z Schwarzenberské primogenitury – roku 1940 zatčen gestapem a transportován do koncentračního tábora Buchenwald.                             |

#### Pretendenti z orlické větve roduSchwarzenberků
| #   | Jméno                                        | Portrét | Narození | Úmrtí | Držba titulu | Poznámky |
| --- | -------------------------------------------- | ------- | -------- | ----- | ------------ | --- |
| 17. | Karel Schwarzenberg (Karel I.) (Karel VII.)  |         | 1937     | 2023  | 1965–2023    | Adoptivní syn JUDr. Jindřicha Schwarzenberga – v jeho osobě se rokem 1986 po 180 letech opět spojily obě schwarzenberské větve tzv. Primogenitury a Sekundogenitury. |
| 18. | Jan Nepomuk Schwarzenberg (Jan Nepomuk III.) |         | 1967     | –     | od 2023      | |